# Phenacobrycon
Genre
Phenacobrycon est un genre de poissons téléostéens de la famille des Characidae et de l'ordre des Characiformes. Le genre Phenacobrycon est mono-typique, c'est-à-dire qu'il n'est composé que d'une seule espèce, Phenacobrycon henni.

## Liste d'espèces
Selon FishBase (12 juin 2015):
- Phenacobrycon henni (Eigenmann, 1914)